# Moara (Suceava)
Moara é uma comuna romena localizada no distrito de Suceava, na região de Bucovina. A comuna possui uma área de 41.86 km² e sua população era de 4597 habitantes segundo o censo de 2007.